# Speudotettix
Speudotettix (лат.) — род цикадок подсемейства Deltocephalinae из отряда полужесткокрылых.

## Описание
Цикадки размером 4—5 мм. Умеренно стройные, с тупоугольно-закругленно выступающей вперёд головой, темя поперечное, переход лица в темя закругленный. Встречаются в Палеарктике, от Европы до Кореи. Для СССР указывалось 2 вида. Род был впервые выделен в 1942 году для типового вида Cicada subfusculus Fallén, 1806.
- Speudotettix minor Emeljanov, 1962
- Speudotettix montanus Gebicki & Szwedo, 1991
- Speudotettix subfusculus (Fallén, 1806)